# Рајнафелден (Баден)
Рајнафелден (њем. Rheinfelden) град је у њемачкој савезној држави Баден-Виртемберг. Једно је од 35 општинских средишта округа Лерах. Према процјени из 2010. у граду је живјело 32.397 становника. Посједује регионалну шифру (AGS) 8336069.

## Географски и демографски подаци
Рајнафелден се налази у савезној држави Баден-Виртемберг у округу Лерах. Град се налази на надморској висини од 280 метара. Површина општине износи 62,8 km². У самом граду је, према процјени из 2010. године, живјело 32.397 становника. Просјечна густина становништва износи 516 становника/km².

## Међународна сарадња
| Мјесто           | Држава               | Врста сарадње | Од    |
| ---------------- | -------------------- | ------------- | ----- |
| Нојмаркт         | Италија              | партнерство   | 1968. |
| Долина Гламорган | Уједињено Краљевство | партнерство   | 1968. |
|                  | Француска            | партнерство   | 1963. |
| Рајнфелден       | Швајцарска           | контакт       | 2000. |
| Мускрон          | Белгија              | партнерство   | 1981. |
| Извор            |                      |               |       |